# 후카와정 (이바라키현)
후카와정(布川町)은 이바라키현 기타소마군에 일찍이 존재했던 정이다. 현재의 도네정 중심부에 해당한다.

## 역사
- 1889년 4월 1일 - 정촌제 시행에 수반해 기타소마군 후카와정이 성립하였다.
- 1955년 1월 1일 - 후미 촌, 히가시몬마 촌과 합병해 도네정이 성립하였다.